# Baitul Futuh

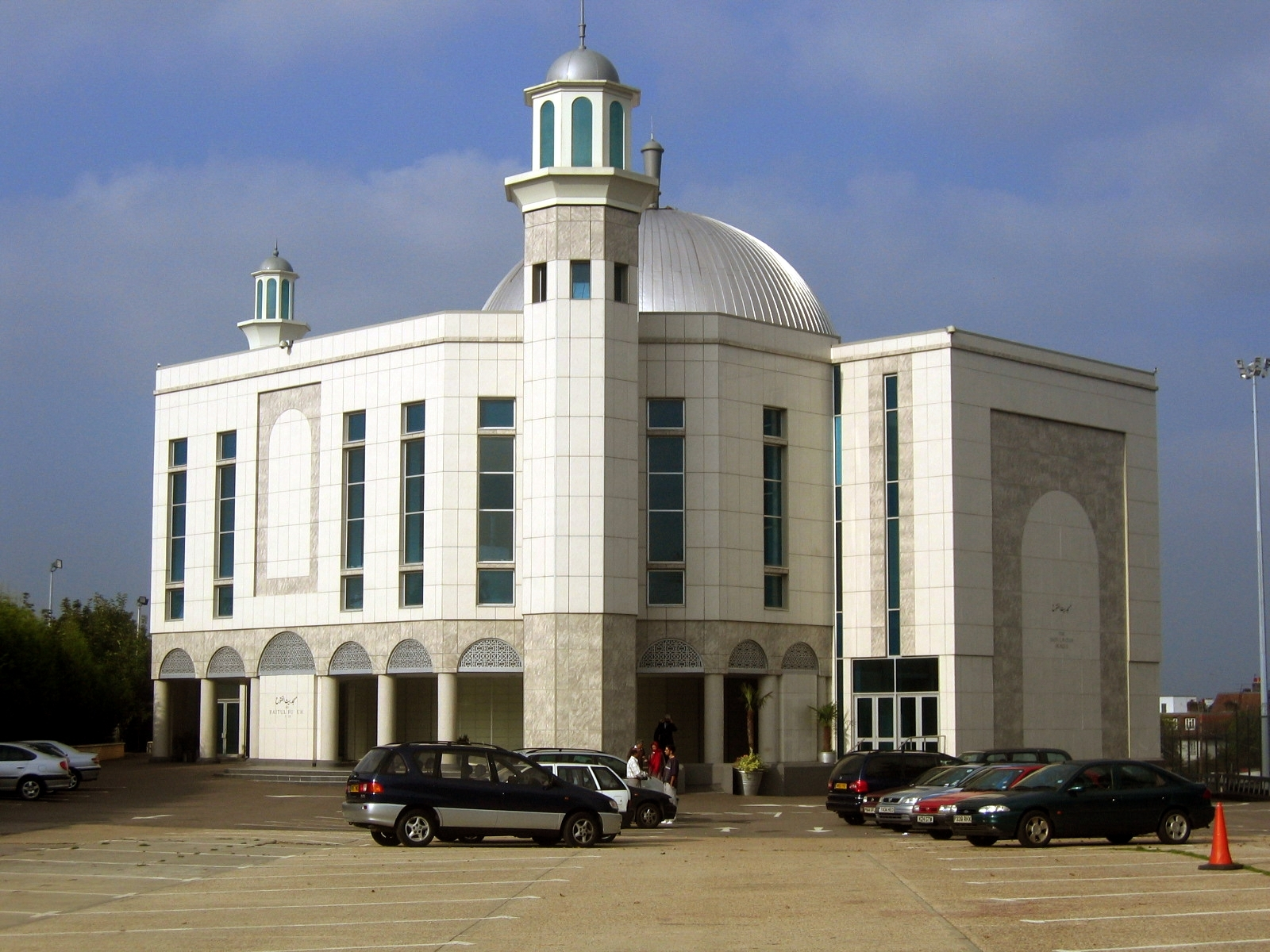
Baitul Futuh

Baitul Futuh (engelska: House of Victories) är den största moskén i Västeuropa. Den tillhör ahmadiyyarörelsen och byggdes av Ahmadiyya Muslim Community och stod klar 2003. Den är belägen i sydvästra London, i förorten Morden. Den täcker ett område på 21 000 kvadratmeter och har en kapacitet på 10 000 gudstjänstdeltagare. Moskén drabbades av en brann 27 september 2015, som troligen hade orsakats av matlagning.